# Авион БС-1 „Студент”
Aвион БС-1 "Студент" је акробатски авион мешовите конструкције пројектован на Машинском факултету Универзитета у Београду 1953–1954. године.

## Пројектовање и развој
Пројекат авиона БС-1 (Београдски студент, некада означаван и СБ-1) је почео 1953/54 године на Ваздухопловном одсеку Машинског факултета Универзитета у Београду. Пројектанти су били инг. Мирко Јосифовић и инг. Јован Чубрило. Идеја је била да се конструише лаки акробатски авион, чија конструкција и реализација не би захтевала велика новчана и техничка средства. Авион је израђен у више радионица у Београду а по завршетку је добио регистрацију YU-CKK.
Први лет је био извршен у ВОЦ-у 28. марта 1958 године а пробни пилот је био Иво Чернарић. Овом лету су присуствовали конструктори, као и тадашњи декан проф. Мирослав Ненадовић, проф. Сима Милутиновић и други.   

### Технички опис
Aвион БС-1 "Студент" је био слободноносећи нискокрилац са италијанским боксер мотором CNA D4 снаге 45,6 kW односно 62 KS. Имао је вучну двокраку дрвену елису фиксног корака сопствене конструкције и домаће израде. Мотор је имао капотажу направљену од алуминијумског лима. Иза мотора а испред кабине пилота се налазио резервоар горива запремине 60 литара. Пилотска кабина је била опремљена свим потребним инструментима за дневно летење. Поклопац кабине је био направљен од плексигласа капљастог облика и састојао се из два дела ветробрана и шибер поклопца а отварао се повлачењем шибер поклопца уназад. Труп је био израђен као челична решеткаста конструкција направљена од заварених челичних бешавних  цеви и пресвучен платном.
Крило трапезног облика имало је две рамењаче кутијастог облика, нападна ивица је била пресвучена лепенком, а остали део крила је био пресвучен платном. Управљање авионом преко крилаца и кормила правца и висине обављао се уз помоћ сајли које су се кретале кроз труп и крила авиона преко ужетњача. Вертикални и хоризонтални стабилизатори као и кормило правца и висине су имали дрвену конструкцију а облогу од платна.
Aвион је имао класичан неувлачећи стајни трап са два точка опремљена гумама ниског притиска (балон гуме) напред и клавирски гумени точак на репу авиона као трећу ослону тачку авиона. Стајни орган је био направљен од заварених челичних цеви, класичан фиксан са независним ногама, које су биле аеродинамички формиране тако да стварају најмањи могући аеродинамички отпор. У ногама стајног трапа су били уграђени амортизери са спиралним опругама.

## Оперативно коришћење
После првих пробних летова се показало да се авионом веома лако управља и да је одличних перформанси. У току испитивања се појавио квар на мотору, после годину дана испитивања предложено је да се изврши замена мотора, али то није извршено па се одустало од даљег опитовања. Авион је остао само на прототипу тј. није дошло до његове серијске производње. Главни разлог даљег неостварења овога пројекта се сматра и незаинтересованост тадашњег руководства за овакве типове авиона (као што је то био и случај код авиона СОКО-1, В-55 и сл.), што је вероватно велика штета.

## Сачувани примерци
После незавршеног испитивања авион БС-1 је препуштен Музеју и данас се налази у депоу Музеја Југословенског Ваздухопловства, на аеродрому "Никола Тесла" у Београду али није изложен и тиме доступан јавности.

## Земље које су користиле овај авион
- ФНР Југославија